# Carbonatation
Ne doit pas être confondu avec Décarbonation.
Pour la carbonatation du béton en particulier, voir Carbonatation du béton.
 (novembre 2019).
Si vous disposez d'ouvrages ou d'articles de référence ou si vous connaissez des sites web de qualité traitant du thème abordé ici, merci de compléter l'article en donnant les références utiles à sa vérifiabilité et en les liant à la section « Notes et références ».
La carbonatation est une réaction de combinaison avec le dioxyde de carbone. Ce sont les bases qui sont carbonatées, éventuellement à l'air, celui-ci contenant un peu de ce gaz.
La décarbonatation est la réaction chimique inverse. Elle correspond à la dissolution des carbonates des substrats calcaires par les eaux de pluie chargées en gaz carbonique.

## Carbonatation de la chaux
La chaux, sous sa forme hydroxyde de calcium portant des noms différents, « chaux éteinte », « chaux grasse » et « chaux aérienne », de formule Ca(OH)2, se carbonate par absorption du dioxyde de carbone de l'air. Il se forme du carbonate de calcium CaCO3. Cette réaction n'est possible qu'en présence d'eau. Cette réaction se représente par
Ca(OH)2 + CO2 → CaCO3 + H2O
Cette réaction se déroule sur les murs passés à la chaux, ce qui forme une croûte superficielle de carbonate de calcium. Quand le mur se craquelle, la chaux sous-jacente se retrouve à son tour à l'air et se carbonate. Le mur s'auto-régénère.

## Carbonatation du ciment

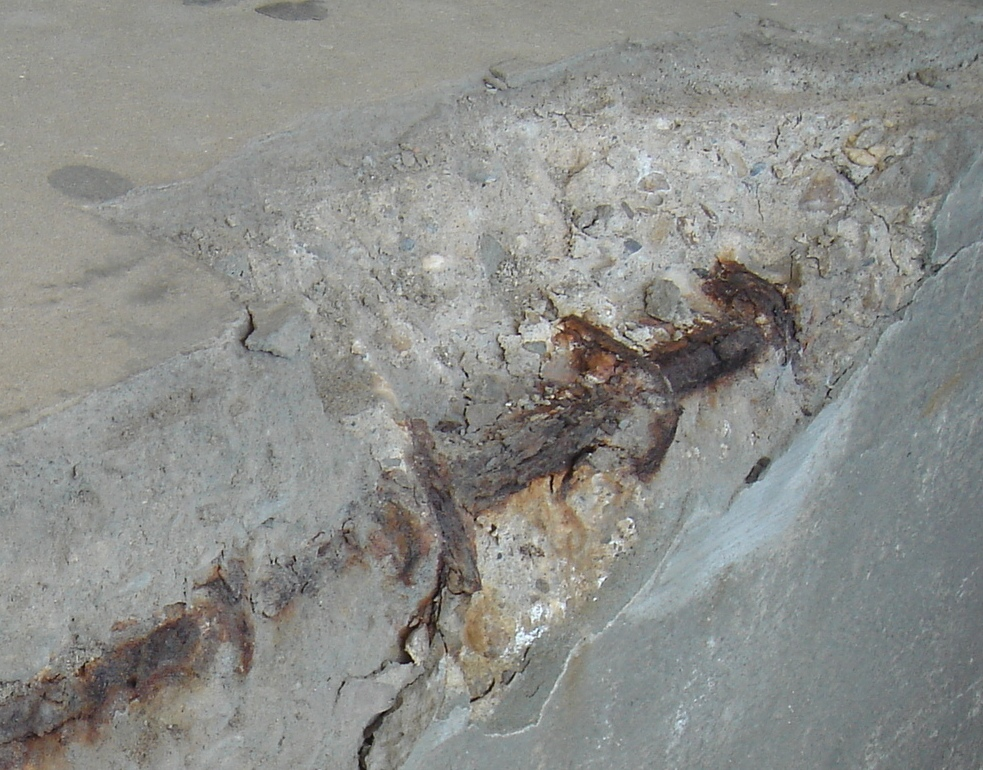
La carbonatation du ciment diminue son pH et induit la corrosion des armatures métalliques qu'il contient.

Le ciment est préparé avec de l'oxyde de calcium CaO comme constituant principal, transformé, une fois gâché, en hydroxyde de calcium Ca(OH)2 (voir ci-dessus). Cette espèce chimique confère au ciment un pH élevé (entre 12,5 et 13), suffisant pour passiver les armatures métalliques qui y sont incluses. La carbonatation du ciment est une réaction lente entre le dioxyde de carbone atmosphérique qui est un acide et le ciment qui est constitué principalement d'une base. Elle fait baisser ce pH et permet alors aux armatures d'être corrodées. Cette corrosion peut se propager à l'armature et mettre en danger la solidité de l'édifice. Cette fragilité est renforcée par le fait que l'oxyde de fer possède un volume supérieur au fer (dû à l'incorporation de 1,5 atome d'oxygène par atome de fer présent), ce qui conduit à craquer le ciment au voisinage.

### Absorption de CO₂ atmosphérique par carbonatation du ciment
Le béton et les matériaux à base de ciment peuvent absorber des quantités importantes de dioxyde de carbone atmosphérique, via la carbonatation, constituant ainsi un puits de carbone partiel, décalé dans le temps, pour l’industrie du ciment.
Selon une étude (2025) basée sur une évaluation pour 163 pays de 1928 à 2023, plus de 58 000 données d’activité et 6 000 paramètres de carbonatation, dans le monde et par an, cette absorption est passée de 7,74 MtCO₂ en 1928 à 0,84 GtCO₂ en 2023 (avec une projection de 0,86 GtCO₂ pour 2024). 
De 1928 à 2023, le cumul d’absorption par le ciment a atteint 21,26 GtCO₂, soit environ 46 % des émissions du procédé de production du ciment. de 2015 à 2025, la Chine et l’Inde sont devenues les principaux lieux de cette absorption. Certaines industries d'Australie et du Japon pourraient donner l'impression d'émissions nettes nulles si l’on prend en compte ces taux de carbonatation, mais le taux annuel de compensation diminue toutefois en raison du décalage temporel entre les émissions lors de la fabrication du ciment, et l’absorption qui s'étale ensuite sur des décennies ou siècles.
Des projets comme FastCarb et CO₂NCRETE ont montré que si la carbonatation du ciment capte au fur et à mesure du temps une partie de l'équivalent du CO₂ émis lors de sa fabrication, elle altère aussi les propriétés mécaniques du matériau (ce qui peut conduire à une démolition plus précoce, qui émettra aussi des GES).

## Épuration du sucre
L'opération d'épuration du sucre comporte trois étapes :
1. Un jus sucré est obtenu à partir de la betterave par diffusion du sucre dans un bain d'eau chaude (osmose) ;
2. Le jus obtenu est traité à la chaux pour éliminer les composants autres que le sucre (principalement les protéines des parois cellulaires, et aussi acides organiques, minéraux) ;
3. Les impuretés coagulent puis le barbotage de gaz carbonique (CO2) permet de former un précipité de carbonate de calcium (CaCO3) qui facilite la filtration et l'obtention d'un jus sucré clair.

## Carbonatation de la soude
La soude se carbonate facilement à l'air. Cette réaction explique les amoncellement blancs qui se forment autour des flacons contenant de la soude. Ce produit blanc est, pour l'essentiel, du carbonate de sodium. Son équation de formation est
2HO− + CO2 → CO32− + H2O
et les ions carbonate précipitent avec les ions sodium présents
2Na+ + CO32− → Na2CO3
La soude se carbonate également sans qu'il y ait formation d'un précipité. Il en résulte que la solution, initialement constituée de la seule base forte HO−, en plus des ions sodium, contient aussi la base faible CO32−.

## Carbonatation d'un organomagnésien
Les organomagnésiens, de formule RMgX, peuvent être carbonatés. La réaction se déroule le plus souvent en ajoutant de la carboglace à une solution de l'organomagnésien dans l'éther. Il se forme ainsi l'acide carboxylique RCOOH après hydrolyse acide
. Par exemple
C6H5MgBr + CO2 → C6H5CO2− + Mg2+ + Br−
puis
C6H5CO2− + H3O+ → C6H5CO2H + H2O
C'est une technique de synthèse des acides carboxyliques (et sur cet exemple de l'acide benzoïque). Cette réaction présente l'intérêt de produire un allongement d'un atome de carbone du réactif.
Cette réaction est également une réaction parasite des synthèses magnésiennes qu'il est préférable de protéger avec un léger courant d'azote.

## Argiles de décarbonatation

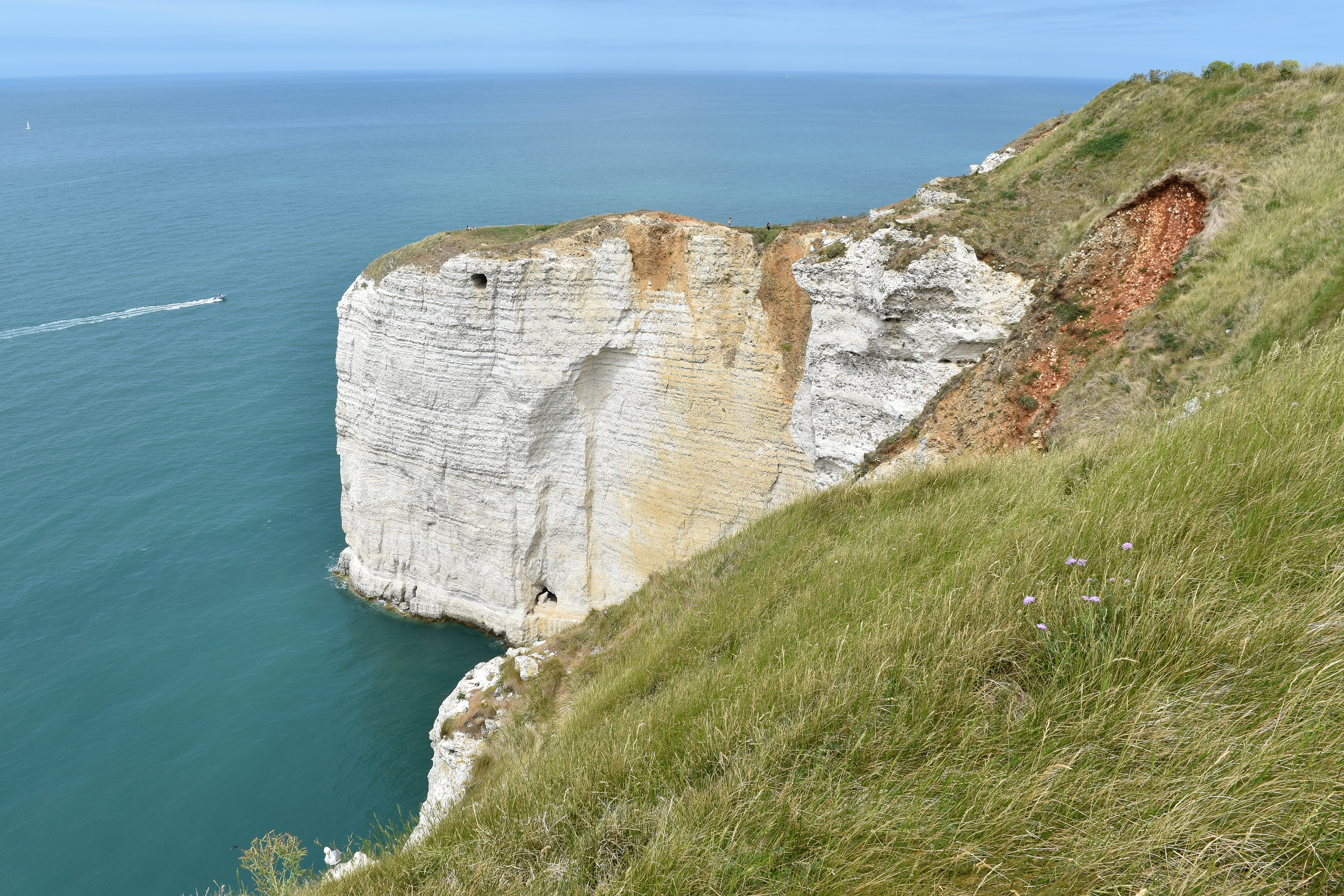
Sur la craie blanche de la falaise d'Étretat, des dépôts constitués par des argiles résiduelles à silex remplissent un système de poches de décarbonatation au sommet. La dissolution de la craie par le ruissellement est à l'origine des coulées d'argile ocre.

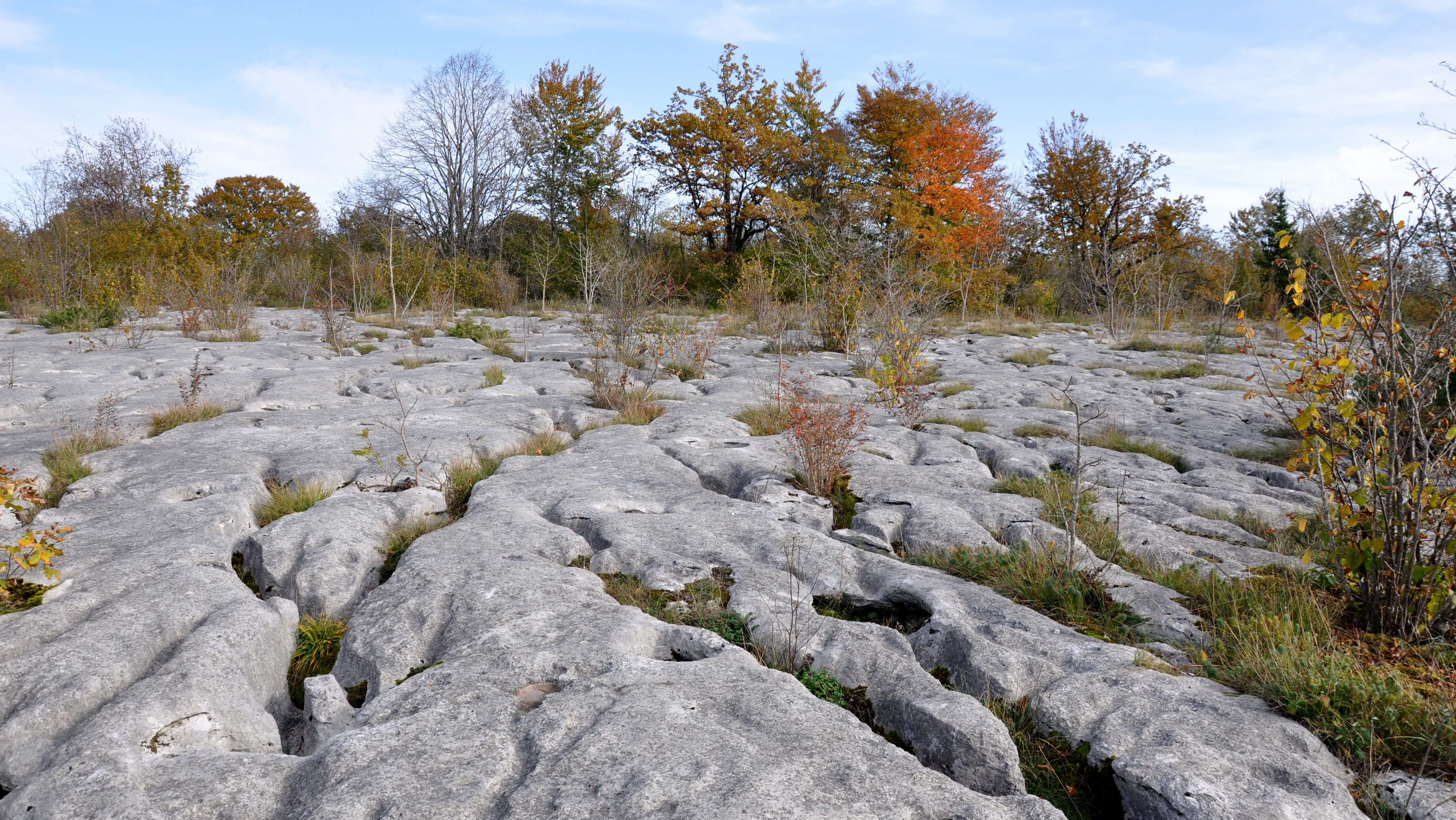
Quand des argiles de décarbonatation s'accumulent dans les rigoles de dissolution d'un lapiaz, une végétation rase (herbacées, arbustes) peut s'y installer.

Les argiles de décarbonatation, appelées traditionnellement argiles de décalcification, sont des argiles résiduelles libérées de roches carbonatées (craies, calcaire). La dissolution des carbonates des substrats calcaires donne naissance à un matériau composé de minéraux résiduels. Cette fraction insoluble est constituée d'argiles qui peuvent piéger des hydroxydes et oxydes de fer selon le processus d'adsorption, donnant des teintes allant de l'ocre clair, au jaune jusqu'au rouge, suivant leur niveau d'oxydation et d'hydratation. Elle est également constituée d'autres silicates, notamment des sables. Ces argiles peuvent être d'origine pédogénétique (argiles de décarbonatation de surface apparaissant sous l'influence de l'action météorique), ou liée à l'érosion karstique (argiles de décarbonatation souterraine).
La formation des argiles de décarbonatation superficielle est favorisée par le climat (précipitations, fonte des neiges, température, humidité maintenue dans les sols) et la présence d'éléments solubles très efficaces (gaz carbonique et divers acides organiques) pour dissoudre les particules fines de CaCO3 (calcaire actif issu de l'altération mécanique). L'activité biologique de la litière et de l'humus (principalement la respiration racinaire et microbienne, et la dégradation de la matière organique par les micro-organismes du sol) pour les argiles de décarbonatation de surface, et les circulations d’air chargé en CO2 dans les milieux souterrains pour les argiles de décarbonatation souterraine, jouent un rôle majeur dans la production de ces éléments corrosifs.
Ces formations résiduelles s'accumulent dans les fentes ou les dépressions de la roche. Elles « peuvent rester en place, au-dessus de la roche qui leur a donné naissance (formations autochtones), être déplacées sur de courtes distances (formations subautochtones), être remobilisées par les agents de la géodynamique de surface (gravité, glace, eau, vent) et secondairement déposées (formations allochtones), et être exceptionnellement enfouies ».
Les argiles à chailles et à silex sont des argiles de décarbonatation riches en fer contenant des quantités variables de chailles pour les premières, de silex pour les secondes.